# Bollmannia marginalis
Bollmannia marginalis е вид бодлоперка от семейство Попчеви (Gobiidae).

## Разпространение и местообитание
Видът е разпространен в Еквадор, Колумбия, Коста Рика, Мексико и Панама.
Среща се на дълбочина от 10 до 120 m, при температура на водата около 23,6 °C и соленост 34,6 ‰.